# Conseil des États (Suisse)
Pour les autres articles nationaux ou selon les autres juridictions, voir Conseil des États.
Ne doit pas être confondu avec Conseil d'État (Suisse).
52e législature
Diète fédérale
Palais fédéral
Le Conseil des États (en allemand : Ständerat, familièrement Stöckli,, ; en italien : Consiglio degli Stati ; en romanche : Cussegl dals Stadis) est la chambre haute de l'Assemblée fédérale suisse. Il représente les cantons suisses alors que le Conseil national représente la population suisse. Il a été instauré par la constitution fédérale de 1848.

## Système électoral

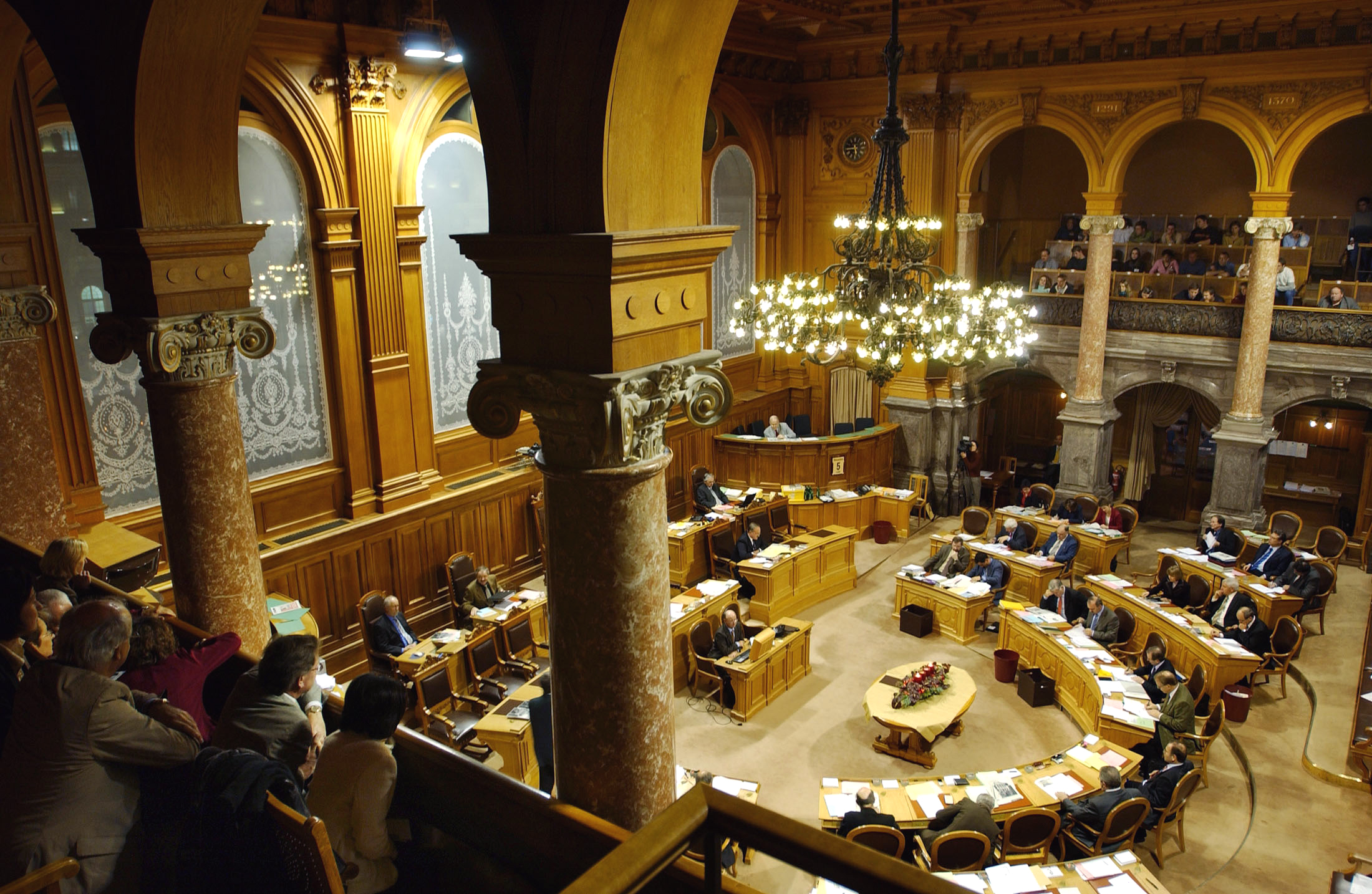
Le Conseil des États depuis la tribune du public.

Chaque canton détermine lui-même le système électoral. Seuls le Jura et Neuchâtel optent pour la représentation proportionnelle. Les autres cantons connaissent différentes formes de système majoritaire. La majorité requise se calcule sur les bulletins valables (généralement 50 % comme à Lucerne, Obwald, Nidwald, Zoug, Fribourg, Bâle-Ville, Bâle-Campagne, Appenzell Rhodes-Extérieures, Saint-Gall, Thurgovie, Tessin, Vaud, Valais et Genève). L'autre système consiste à déterminer la majorité en proportion du total des suffrages recueillis par tous les candidats (25 %). Cette méthode a pour conséquence d'abaisser la majorité requise car une partie des bulletins ne comporte qu'une ligne remplie, l'autre étant vierge.
Il y a encore quelques particularités en ce qui concerne le traitement des bulletins ou des suffrages blancs ainsi que des bulletins nuls qui peuvent entrer ou non dans le calcul de la majorité. Les conditions de présentation au second tour varient également. Ainsi, dans certains cantons, les candidats n'ayant pas obtenu un certain pourcentage de voix sont automatiquement éliminés, tandis que d'autres cantons permettent le remplacement de candidats. Le second tour se déroule entre trois et cinq semaines après le premier tour suivant les règles cantonales. Les voix éparses sont recensées dans certains cantons alors que d'autres ne reconnaissent que les suffrages qui se portent sur les candidats dont les noms ont été officiellement déposés.
Les élections se déroulent généralement en même temps que celles du Conseil national dans presque tous les cantons. À Appenzell Rhodes-Intérieures, l'élection se fait six mois plus tôt, le dernier dimanche d'avril (ou le premier dimanche de mai lorsque Pâques tombe sur le dernier dimanche d'avril) à main levée par la Landsgemeinde. Jusqu'au début des années 2000, le canton d'Obwald organisait l'élection un an et demi plus tôt et les cantons des Grisons et de Zoug un an plus tôt : le premier s'est aligné sur la pratique des autres cantons en 2003, le deuxième en 2007 et le troisième en 2011,,.
Le mandat est de quatre ans[Depuis quand ?].

## Spécificités
Le Conseil des États est traditionnellement qualifié de « Chambre de réflexion », qui recherche le compromis,. Ses élus sont plus âgés et plus expérimentés qu'au Conseil national, au point qu'on les qualifie de « sages ». Il compte par ailleurs nettement moins de femmes que la Chambre basse,. Le nombre de commissions attribuées à chaque membre du conseil, trois à quatre, est plus élevé qu'au Conseil national, ce qui implique une charge de travail plus lourde.
Contrairement au Conseil national, le temps de parole des députés n'est pas limité ni le nombre de leurs interventions. Par ailleurs, les intervenants restent assis et leurs propos ne font pas l'objet d'une traduction simultanée. Une règle non écrite veut que les nouveaux élus ne prennent pas la parole lors de leur première session.
Jusqu'en décembre 2013, le vote se fait à main levée, et ne donne lieu à aucune publication nominale. De 2014 à 2021, seule une partie du résultat des votes (votes sur l'ensemble, votes finaux, votes à majorité qualifiée ou sur demande de dix députés) est publiée nominativement. La transparence de l'ensemble des votes n'est votée qu'en décembre 2021.
Le Conseil des États connaît un code vestimentaire qui impose costume avec cravate ou nœud papillon aux hommes,,.

## Composition

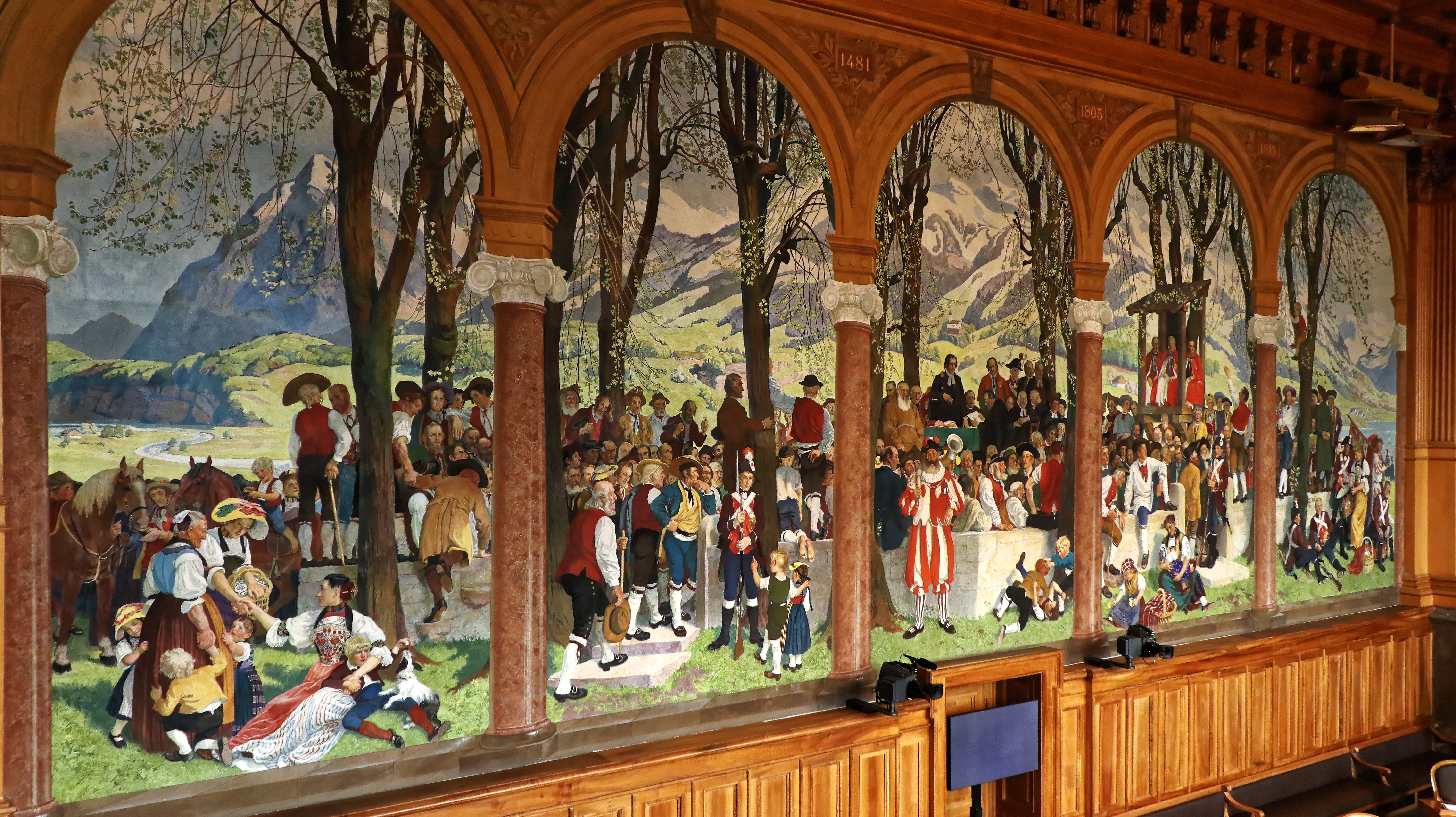
La Landsgemeinde dans la salle du Conseil des États.

Chaque canton y délègue deux conseillers aux États (aussi nommés sénateurs par abus et facilité de langage, mais le terme constitutionnel est « député »). Jusqu'à la création du canton du Jura, son effectif est de 44 membres. Depuis 1979, il en compte donc 46. Le Conseil des États, inspiré du Sénat américain, a les mêmes pouvoirs que le Conseil national. Son accord est donc indispensable pour l'adoption d'une loi fédérale. Les anciens demi-cantons n'ont qu'un siège (Obwald, Nidwald, Bâle-Ville, Bâle-Campagne, Appenzell Rhodes-Extérieures et Appenzell Rhodes-Intérieures). Ainsi Zurich, qui compte 1,15 million d'habitants de nationalité suisse en 2023, élit deux conseillers aux États, comme Uri qui en compte 32 000.
La composition politique du Conseil des États est très différente de celle du Conseil national. Le Parti socialiste suisse et l'Union démocratique du centre y sont historiquement sous-représentés alors que les deux partis de centre droit (Le Centre et Parti libéral-radical) sont surreprésentés et bénéficient d'une large majorité. Les élections de 2007 ont toutefois vu le recul du nombre de députés radicaux et l'entrée des Verts et des Vert'libéraux.

### Présidents

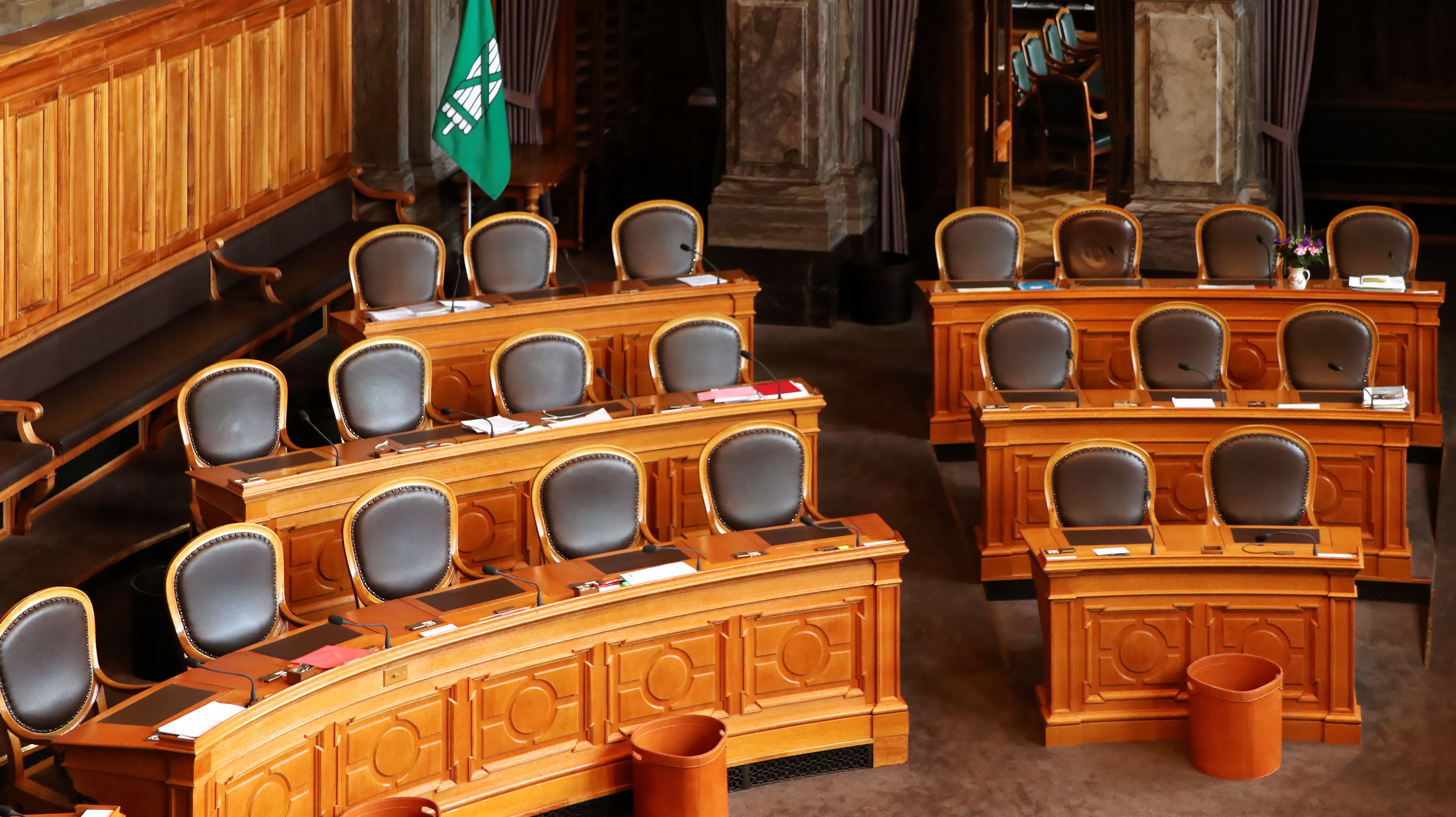
Vue sur une partie des sièges du Conseil des États. Le drapeau cantonal arboré (ici celui du canton de St-Gall) indique le canton d'élection de la présidence du Conseil. La photo étant prise en juin 2018, il s'agissait de Karin Keller-Sutter (avant son élection au Conseil fédéral).

### Répartition des sièges par parti
| Partis | Partis                                                         | Sigles | Tendances politiques              | 2003 | 2007 | 2011 | 2015 | 2019 | 2023 |
| ------ | -------------------------------------------------------------- | ------ | --------------------------------- | ---- | ---- | ---- | ---- | ---- | ---- |
|        | Le Centre (fusion du PDC et du PBD en 2021)                    | LC     | démocrate chrétien/centre droit   | –    | –    | –    | –    | 13   | 15   |
|        | Parti démocrate-chrétien (fusionne dans Le Centre en 2021)     | PDC    | démocrate chrétien/centre droit   | 15   | 15   | 13   | 13   | –    | –    |
|        | Parti libéral-radical                                          | PLR    | libéral/radical                   | 14   | 12   | 11   | 13   | 12   | 11   |
|        | Parti socialiste                                               | PSS    | social-démocrate                  | 9    | 9    | 11   | 12   | 9    | 9    |
|        | Union démocratique du centre                                   | UDC    | conservateur/libéral/nationaliste | 8    | 7    | 5    | 5    | 6    | 6    |
|        | Parti écologiste (Les Verts)                                   | PES    | écologiste/progressiste           | 0    | 2    | 2    | 1    | 5    | 3    |
|        | Divers droite                                                  | DVD    | conservateur                      | 0    | 0    | 1    | 1    | 1    | 1    |
|        | Parti bourgeois-démocratique (fusionne dans Le Centre en 2021) | PBD    | libéral/conservateur              | –    | –    | 1    | 1    | –    | –    |
|        | Parti vert libéral                                             | PVL    | écologiste/libéral                | –    | 1    | 2    | 0    | 0    | 1    |

### Féminisation
En 1971, année de l'introduction du droit de vote et d'éligibilité des femmes au niveau fédéral, une première femme est élue au Conseil des États.
Après être redescendue à 15,2 % à la fin 2018 (la proportion la plus basse depuis 1991), la part de femmes est remontée à 28,3 % (13 sièges sur 46) au 29 novembre 2021 puis à 34,78 % au 4 décembre 2023.